# Octobre 1952

## Évènements
- Les négociations de paix s’interrompent en Corée et ne seront pas réengagées avant avril 1953.

- 3 octobre : premier essai nucléaire britannique.

- 5 au 10 octobre : Bataille d'Arrow Head, lors de la guerre de Corée, qui stoppe les attaques chinoises.

- 5 - 14 octobre : XIXe congrès du PCUS, le premier depuis 1939.

- 11 octobre : 
  - début de la télédiffusion des matchs de hockey par La Soirée du hockey à Radio-Canada Télévision.
  - L’Anglais T.W. Hayhow, sur Auster Aiglet Trainer, établit un record sur le parcours Copenhague-Londres à 219,420 km/h (4 h 21 min 45 s).

- 14 octobre : 
  - à Marseille (France), inauguration de la cité radieuse de l'architecte Le Corbusier.
  - 75 Republic F-84 Thunderjet, commandés par l’Américain J.M. Blakeslee, effectuent le plus long vol jamais réalisé au-dessus d’un océan, de Midway au Japon sans escale, soit 2 575 miles (4 144 km), mais avec ravitaillement en vol.
  - Hermann Geiger atterrit pour la première fois sur le glacier du Blüemlisalp à l’aide d’un nouvel avion spécialement équipé de skis métalliques, un Piper Super Cub.

- 16 octobre :
  - France : Gaston Dominici est inculpé puis jugé en 1954. Le suspect est remis en liberté provisoire le 30 octobre.
  - Premier vol du SO-4050 Vautour.

- 18 octobre : l’Américain Ch. L. Davis, sur hydravion Piper Super-Cub, sous-classe C2b, au poids de 606,9 kg, atteint une altitude de 8 006 m.

- 20 octobre : 
  - l’état d’urgence est proclamé au Kenya. Répression violente par les Britanniques, qui fait environ 15 000 morts (1952-1955). Le leader nationaliste Jomo Kenyatta est emprisonné (1952-1961).
  - Premier vol du Douglas X-3, piloté par l’Américain W. Bridgeman.

- 23 octobre : 
  - les accords de Paris créent l'Union de l'Europe occidentale, ouverte aux anciens vaincus : l'Italie et la RFA.
  - Premier vol de l’hélicoptère-grue Hughes XH-17.

- 25 octobre, France : inauguration du barrage de Donzère-Mondragon.

- 26 octobre : premier incident au décollage d'un De Havilland Comet à Rome.

- 28 octobre :
  - France : l'Assemblée nationale vote l'amnistie des faits de collaboration.
  - Premier vol de l'avion d'attaque au sol embarqué américain Douglas A3D Skywarrior.

- 30 octobre : 
  - opération Lorraine. Offensive française sous le commandement du général Salan lors de l’opération Lorraine où 30 000 hommes sont engagés contre les bases de ravitaillement du Viêt-minh.
  - Le pilote du CEV Armand Jacquet est intrigué par un avion volant dans son secteur. Il s'en rapproche puis effectue des passages autour du Savoia-Marchetti qu'il n'avait jamais vu auparavant. En le quittant, il bat des ailes en signe d'amitié, ce que les pilotes italiens prennent pour un ordre de se poser immédiatement. Cet incident est à deux doigts de provoquer un incident diplomatique.

- 31 octobre : 
  - Discours du président bolivien sur la nationalisation des mines[1].
  - opération Ivy. Explosion de la première bombe H par les États-Unis.
  - Premier vol du SE-DH Sea Venom.

## Naissances
- 1er octobre : Jacques Martin, entraîneur de hockey sur glace.
- 2 octobre : Marie Deschamps, juge puînée à la Cour suprême du Canada.
- 5 octobre : 
  - Imran Khan, ancien joueur international de cricket et homme d'État pakistanais, Premier ministre depuis le 2018.
  - Emomalii Rahmon, personnalité politique tadjik président du Tadjikistan depuis 1992.
- 7 octobre : Vladimir Poutine, homme politique russe, actuel président de la fédération de Russie.
- 13 octobre : Michael R. Clifford, astronaute américain.
- 14 octobre : Kaija Saariaho, compositrice et chef d'orchestre finlandaise († 2 juin 2023).
- 18 octobre : Jim Ratcliffe, ingénieur en chimie milliardaire britannique.
- 19 octobre : Muhammad Suhail Zubairy, physicien et mathématicien pakistanais.
- 20 octobre : Dalia Itzik, femme politique, ancienne présidente d'Israël.
- 24 octobre : Danielle S. Marcotte, auteure pour enfants canadienne.
- 25 octobre : Samir Geagea, homme politique libanais.
- 27 octobre :
  - Roberto Benigni, acteur et réalisateur italien.
  - Francis Fukuyama, philosophe, économiste et chercheur en sciences politiques américain d'origine japonaise.
- 29 octobre : 
  - Valeri Ivanovitch Tokarev, cosmonaute russe.
  - Marcia Fudge, représenante des États-Unis pour l'Ohio depuis 2008 et Secrétaire au Logement et au Développement urbain des États-Unis depuis 2021.
  - Netumbo Nandi-Ndaitwah, femme politique namibienne.

## Décès
- 6 octobre : Walter Stanley Monroe, premier ministre de Terre-Neuve.
- 13 octobre : Gaston Baty, homme de théâtre,
- 18 octobre : Joseph-Mathias Tellier, politicien québécois.
- 19 octobre : Edward Sheriff Curtis, photographe et éminent ethnologue américain.
- 27 octobre : John Pratt, homme politique britannique (° 9 septembre 1873).